# Asedio de Daraa
El asedio de Daraa se produjo en el contexto de la Primavera Árabe, en las que Daraa fue el centro de los disturbios en Siria. El 25 de abril de 2011, el ejército sirio inició un asedio de diez días de la ciudad, una operación que ayudó a convertir el levantamiento en una rebelión armada y la posterior guerra civil.
El asedio del ejército sirio involucró tanques, helicópteros y hasta 6000 soldados. Murieron hasta 244 personas, muchas de ellas niños; 81 soldados sirios también murieron y 1000 personas fueron arrestadas.

## Contexto
Varias manifestaciones, durante la Primavera Árabe, ocurrieron en Siria en los primeros meses de 2011. El 6 de marzo, en la ciudad de Daraa, entre 12 y 15 adolescentes fueron arrestados por hacer grafitis contra el régimen, incluido el eslogan de la Primavera Árabe Ash-shab yurid isqat an-nizam (en español: el pueblo quiere derrocar al régimen) el 22 de febrero. Según los informes, los estudiantes fueron torturados en las celdas de Seguridad Política, encabezadas por Atef Najib, primo del presidente sirio Bashar al-Ásad. El 18 de marzo estallaron protestas exigiendo la liberación de los estudiantes encarcelados, el fin de la corrupción y una mayor libertad política. Las fuerzas de seguridad respondieron disparando a los manifestantes con munición real, matando a tres personas, y una cuarta sucumbió a sus heridas al día siguiente. Esto hizo que las protestas aumentaran de tamaño.
El 20 de marzo, el tercer día consecutivo de protestas, las fuerzas de seguridad abrieron fuego una vez más, matando a otra persona, lo que elevó el número de muertos a cinco, e hiriendo a decenas. Las protestas posteriormente se tornaron violentas, con manifestantes incendiando el juzgado local y la sede del partido Baaz, así como el edificio Syriatel, propiedad de Rami Makhlouf, otro primo del presidente Assad. La mezquita central de Omari se convirtió en un hospital de campaña para los manifestantes por temor a posibles represalias del gobierno contra el hospital. Para calmar las protestas, el gobierno sirio trató de satisfacer algunas de las demandas de los manifestantes liberando a los jóvenes detenidos el 6 de marzo, despidiendo al gobernador de Daraa, Faisal Khalthoum, y anunciando una disminución del tiempo de servicio militar de 21 a 18 meses.
El 23 de marzo, las fuerzas de seguridad atacaron a miles de manifestantes cerca de la mezquita Omari y mataron al menos a 37 personas.[cita requerida] Las autoridades gubernamentales culparon de la causa de los enfrentamientos a "una banda armada", acusándola de almacenar armas y municiones en la mezquita y de matar a cuatro personas.
El 8 de abril, estallaron fuertes enfrentamientos en Daraa entre manifestantes armados y fuerzas de seguridad, en los que murieron 27 manifestantes y 19 soldados. Según Al Jazeera, 100 manifestantes murieron durante las protestas del "Gran Viernes" del 22 de abril en Daraa.[cita requerida]

## Cronología
Entre el 25 de abril y el 5 de mayo de 2011, la 4.ª División Acorazada del ejército sirio, dirigida por el hermano del presidente Bashar al-Ásad, Maher al-Ásad, asedió y asaltó Daraa, entonces una ciudad de 75 000 a 300 000 habitantes.

### 25 de abril
Según los residentes, antes del amanecer, ocho tanques, su primer uso contra los manifestantes desde el 15 de marzo, entraron en la ciudad acompañados por cientos de soldados, y algunos estiman que llegan a 6000 soldados; las tropas asaltaron tres mezquitas más pequeñas y trataron de apoderarse de la Mezquita Omari que, desde marzo, había servido como cuartel general para los manifestantes. Se cortaron el agua, la electricidad y las líneas telefónicas, los francotiradores tomaron posiciones en los techos de las mezquitas, y se dice que dispararon contra alguien, y una mezcla de soldados y militantes irregulares armados con pistolas y cuchillos registraron casa por casa en busca de manifestantes.
Decenas de personas murieron en la redada antes del amanecer. Los cadáveres estaban tirados en las calles y no podían ser recuperados sin riesgo de que les dispararan, dijo un residente local a los medios de comunicación por teléfono satelital; "Quieren darle una lección a Siria dándole una lección a Daraa", dijo. Según Arizona Daily Star, otro residente dijo: "Dejemos que Obama venga y tome Siria. Deje que Israel venga y tome Siria. Deje que los judíos vengan. Cualquier cosa es mejor que Bashar al-Ásad". Según el Observatorio Sirio de Derechos Humanos (SOHR) y otra fuente de oposición, el segundo al mando de la brigada del ejército en funciones rechazó las órdenes de asaltar la ciudad y fue arrestado él mismo.

### 26 de abril
Según grupos de derechos humanos, las fuerzas de seguridad detuvieron a decenas de personas en Daraa. Un residente dijo por teléfono a Associated Press: "Estamos siendo sometidos a una masacre; están matando niños".

### 28 de abril
Al Jazeera, citando videos e imágenes de aficionados, sugirió que los soldados en Daraa posiblemente estaban siendo heridos por sus compañeros soldados por negarse a disparar contra los manifestantes o desertar, después de lo cual fueron ayudados por civiles; el gobierno negó oficialmente "tales informes".
Según los informes, la gente en Daraa todavía no podía salir de sus hogares porque los francotiradores disparaban a todo lo que se movía, dijeron las fuentes a Al Jazeera. Al Jazeera y Los Angeles Times estimaron que entre el 25 y el 28 de abril, las fuerzas de seguridad mataron de 42 a 50 personas en Daraa. Según Los Angeles Times, un residente dijo que toda una división o brigada del ejército había desertado y se escondía entre la gente; la afirmación no pudo verificarse debido a que a los periodistas extranjeros no se les permitió acceder a Siria.

### 29 de abril
Miles de manifestantes de fuera de Daraa intentaron ingresar a la ciudad sitiada y fueron disparados por las fuerzas de seguridad, matando a 15, dijeron las fuentes a Al Jazeera.
Daraa estaba ahora completamente rodeada por tanques y tropas armadas, con francotiradores todavía encaramados en los techos y escondidos en los minaretes de las mezquitas, dijo un testigo a Al Jazeera por teléfono. El testigo agregó que los cadáveres seguían pudriéndose en las calles porque recogerlos corría el riesgo de ser fusilados; las morgues contenían 83 cadáveres, según un destacado abogado local, Tamer al-Jahamani. Los activistas dijeron que se informó que un total de 33 personas murieron en Daraa el 29 de abril.
El gobierno afirmó que estaba luchando contra "grupos extremistas y terroristas" en Daraa y que dos soldados murieron. 156 personas fueron arrestadas, según el ejército sirio.

### 30 de abril
Las fuerzas del ejército sirio, apoyadas por helicópteros y alrededor de 20 tanques, dispararon proyectiles de tanques y ametralladoras y lanzaron paracaidistas sobre la mezquita de Omari, capturándola; seis personas murieron en la operación, una de ellas era el hijo del imán de la mezquita, dijeron testigos.
Un testigo le dijo a Al Jazeera que 300 soldados habían desertado y se habían unido a los manifestantes, y que "no hay comida, ni medicinas, ni electricidad, estamos recolectando agua de lluvia para beber".

### 1 de mayo
Los habitantes de Daraa todavía estaban confinados en sus hogares sin agua, combustible o electricidad y con las comunicaciones aún interrumpidas. Los residentes comenzaron a cantar "¡Dios es grande!" el uno al otro desde sus ventanas por las noches, supuestamente enfureciendo a las fuerzas de seguridad.
Una fuente en Daraa le dijo a Al Jazeera que las fuerzas de seguridad estaban intensificando sus registros casa por casa y que cientos de personas habían sido arrestadas. El gobierno confirmó que 149 personas habían sido arrestadas.
Un residente afirmó que los tanques dispararon proyectiles contra el antiguo barrio romano de la ciudad.

### 4 de mayo
Un oficial militar sirio dijo que las fuerzas de seguridad habían arrestado a miembros de un grupo terrorista armado en Daraa, donde habían encontrado armas y municiones escondidas bajo tierra y en jardines.

### 5 de mayo
El sitio web israelí Ynetnews informó que solo unas 50 personas murieron en Daraa desde el 25 de abril. Por el contrario, el Centro de Estudios de Derechos Humanos de Damasco (DCHRS) informó que 244 cadáveres de civiles, muchos de ellos niños, habían sido trasladados de Daraa al Hospital Militar Tishreen en Damasco junto con 81 cadáveres de soldados y oficiales del ejército, la mayoría de ellos muertos por un disparo en la espalda, probablemente después de negarse a disparar contra civiles, agregó DCHRS. Un video amateur, supuestamente de Daraa, mostró a decenas de personas muertas en las calles, muchas de las cuales aparentemente recibieron disparos en la cabeza. El DCHRS se refirió al sitio de Daraa como "10 días de masacres" y dijo que las unidades del ejército habían estado utilizando armas antiaéreas para atacar casas en los barrios centrales. Según la BBC, casi 1000 hombres habían sido detenidos desde el 30 de abril.
La agencia de noticias estatal de Siria y los oficiales militares anunciaron que los militares habían "llevado a cabo" y completado "su misión de detener a terroristas" y restablecer la calma en Daraa y que las unidades del ejército habían comenzado una "retirada gradual". Un corresponsal de AFP presenció a 350 soldados, 20 vehículos blindados de transporte de personal y 20 camiones saliendo de la ciudad, mientras que los testigos locales vieron una columna de alrededor de 30 tanques en vehículos blindados que se dirigían al norte desde Daraa. Las unidades del ejército permanecieron desplegadas en las entradas a la ciudad.
Camiones que transportaban agua potable, alimentos y material de primeros auxilios y expertos de la Media Luna Roja Árabe Siria y la Cruz Roja Internacional entregaron sus primeros suministros de socorro de emergencia a Daraa. 150 estudiantes de la Universidad de Daraa realizaron una breve sentada.

## Reacciones internacionales
En respuesta al asedio, los países de la Unión Europea, incluidos los miembros del Consejo de Seguridad de las Naciones Unidas, Francia y el Reino Unido, pidieron al consejo que condenara el uso de la violencia por parte del gobierno sirio, pero no estaba claro si los miembros del consejo Rusia y China apoyarían esa idea. El presidente de Estados Unidos, Barack Obama, dijo que Estados Unidos estaba preparado para congelar los activos estadounidenses de los funcionarios sirios.

## Consecuencias
- 6 de mayo: Los residentes insistieron en que el ejército seguía siendo una fuerza en Daraa con calles en gran parte subyugadas y los residentes temían abandonar sus hogares.[35] Los manifestantes se reunieron en Tafas, 12 km al NO de Daraa, e intentaron ingresar a la ciudad, pero no pudieron debido a los militares, según testigos.[36][37]
- 7 de mayo: La organización siria de derechos humanos Sawasiah[38] calculó que durante el asedio murieron 220 civiles en Daraa.[39] El ejército sirio declaró que había "perseguido a miembros de grupos terroristas en los barrios de Daraa y sus alrededores" y "arrestado a personas y confiscado (…) armas que estos grupos han utilizado para atacar al ejército ya los ciudadanos".[36]
- 9 de mayo: Según la Organización Nacional de Derechos Humanos en Siria, el ejército sirio utilizó escuelas y un estadio de fútbol como prisiones improvisadas para los cientos de arrestos de los últimos días.[40] Una misión de evaluación humanitaria de las Naciones Unidas no recibió permiso para entrar en Siria y visitar Daraa.
- 13 de mayo: Estallaron protestas en Daraa y sus alrededores.[41]
- 14 de mayo: Funcionarios sirios anunciaron que se estaban retirando soldados y tanques de Daraa.[42]
- 16 de mayo: El ejército permitió a los residentes salir de sus casas durante dos horas al día, dijo un activista de derechos humanos.[36] En las afueras de Daraa, según los informes, se descubrieron dos fosas comunes con 24 y 7 cuerpos.[36][43] En una hora, según los informes, el ejército sirio tomó el control del sitio más grande, comenzó a retirar los cadáveres y confiscó los teléfonos móviles de los testigos.[43] La historia no se pudo verificar de forma independiente, en parte porque a los reporteros extranjeros no se les permitió el acceso a Siria.[43]